# Culture Club
Culture Club (español: Club de la Cultura) es una banda británica de New romantic que fue muy popular a principios de los años 1980, liderada por Boy George (vocalista), quien se destacaba por su estética glam y sexualmente ambigua; Roy Hay (guitarra), Mike Craig (bajo) y Jon Moss (batería). El sonido de la banda se caracteriza por combinar new wave, pop y soul, con otros estilos como el reggae, calypso, salsa o country.
El grupo triunfó en los años 1980 con temas al mismo tiempo sensuales, alegres y creativos, siendo considerados un fenómeno de la música pop. En sus inicios, Boy George creó revuelo en sus apariciones por televisión, por sus maquillajes coloridos, ropa femenina y trenzas con las que se presentaba, mostrando un aspecto inequívocamente travestido. La banda destacó junto a otros grupos de new romantic como Duran Duran o Spandau Ballet.

## Historia
Tras unos inicios un tanto frustrantes, con un sencillo publicado por Virgin Records con un éxito nulo, Culture Club publica, en septiembre de 1982, el sencillo Do You Really Want to Hurt Me, una seductora canción con ritmo reggae y que le valió para obtener cierto renombre y abrirse camino en el mundo de la música. Culture Club fue uno de los principales exponentes del estilo new romantic, mezcla de new wave y soul, que además combinó con reggae. El extravagante vocalista iba acompañado por Roy Hay (guitarra), Mike Craig (bajo) y Jon Moss (batería), quien previamente había tocado con The Damned. 
En 1982 aparece el primer álbum de la banda titulado Kissing to Be Clever, con el cual consiguieron un tremendo éxito que fue repetido un año después con el álbum Colour by Numbers y el sencillo extraído Karma Chameleon, que obtenía el primer puesto en las listas británicas y estadounidenses.
En 1984, el grupo publica su tercer álbum, bajo el título de Waking Up with the House on Fire, el cual ingresó en las listas musicales de Estados Unidos en la posición número 2, del cual se extrajo el sencillo de gran éxito The War Song.
En 1985 aparecen noticias graves para el grupo, ya que el alma de la banda, Boy George, confiesa su adicción a las drogas y, principalmente, a la heroína. Este hecho hace que el trabajo en general de la banda resulte bastante irregular y su calidad descienda enormemente; no obstante lo anterior, el grupo publica el álbum From Luxury To Heartache, con el que intentan redimirse ante sus fanes, algo que logran a medias. El disco permanece varias semanas en las listas, pero la sintonía de la banda con su público ya no es la misma. 
Pocos días después de la publicación del álbum, el teclista Michael Rudetski, que coescribió y tocó en la canción Sexuality del álbum From Luxury to Heartache, aparece muerto por sobredosis de heroína en la casa de George. Fue el golpe definitivo para la banda, del que no se supo sobreponer y terminó desapareciendo.
A partir de ese momento, Boy George continuó en solitario con una exitosa carrera como solista en un principio. No obstante, su adicción a los estupefacientes continuaba en aumento, llegando a ser detenido en alguna ocasión por posesión de drogas. En 2007 cumplió servicio comunitario por este motivo en Nueva York.
En 1998 la banda vuelve a reunirse para grabar el tema I Just Wanna Be Loved, que fue incluido en el disco doble para el canal de televisión VH1 Story Tellers/Greatest Moments; la misma canción fue incluida en el disco del grupo de 1999 Don´t mind if I do que contiene 15 temas. 
En 2005 se editó el DVD recopilatorio Greatest Hits.
Además su canción Do You Really Want to Hurt Me fue incluida en la banda sonora de la película The day after tomorrow.
En 2010 Boy George declaró en una entrevista con la BBC que la banda podría volver a juntarse por su 30.º aniversario para dar un espectáculo en vivo. En entrevistas concedidas poco antes de los conciertos brindados en Sídney y Dubái en 2011, el grupo confirmó que se habían propuesto grabar nuevo material. Sin embargo, posteriormente hubo rumores de que el proyecto fue dejado de lado por razones desconocidas. Boy George, sin embargo, mencionó en una entrevista con Danny Baker emitida por la BBC Radio 5 Live, el 31 de marzo de 2012, que el material tan esperado sería lanzado en 2013, aunque no mencionó una fecha para la futura gira.
Está postergado la edición del nuevo material en estudio titulado Tribes, el cual está producido por Martin Glover también conocido como Youth, quien ha trabajado con Paul McCartney, The Verve y Embrace y se supone saldrá bajo su propia discográfica Different Man Music por intermedio de Kobalt Label Services.
En 2018, la banda publica un nuevo álbum de estudio titulado "Life" luego de varios años de ausencia, pero el nombre de la banda cambia a "Boy George and Culture Club".

## Discografía

### Álbumes de estudio
| Año  | Álbum                            | R.U. | EE. UU. | ALE | JP | NOR | SUE | SUI | ITA | BPI Certificación | RIAA Certificación | CRIA Certificación |
| ---- | -------------------------------- | ---- | ------- | --- | -- | --- | --- | --- | --- | ----------------- | ------------------ | ------------------ |
| 1982 | Kissing to Be Clever             | 5    | 14      | 8   | 7  | 3   | 3   | —   | 11  | Platino           | Platino            | Platino            |
| 1983 | Colour by Numbers                | 1    | 2       | 6   | 1  | 2   | 3   | 4   | 9   | Triple Platino    | Cuádruple Platino  | Diamante           |
| 1984 | Waking Up with the House on Fire | 2    | 26      | 22  | k  | 9   | 19  | 21  | 7   | Platino           | Platino            | Doble Platino      |
| 1986 | From Luxury to Heartache         | 10   | 32      | 45  | 13 | 18  | 13  | 24  | 14  | Plata             |                    |                    |
| 1999 | Don't Mind If I Do               | 64   | —       | —   | —  | —   | —   | —   | —   |                   |                    |                    |
| 2018 | Life                             | —    | —       | —   | —  | —   | —   | —   | —   |                   |                    |                    |

### Álbumes recopilatorios
- This Time - The First Four Years (1987) (LP/Casete/CD)
- The Best of Culture Club (1989)
- 12" Mixes Plus (1991)
- At Worst... The Best of Boy George and Culture Club (1993) (LP/CD)
- Greatest Moments (1998) (2 CD)
- Greatest Hits (2005) (CD-DVD)
- Singles and Remixes 2005 (2005).

### Sencillos
| 1982                                 | "White Boy"                     | 114 | —  | —  | —  | —  | —  | —  | —  | —  | —  | —  | —  | Kissing to Be Clever             |
| 1982                                 | "I'm Afraid of Me"              | 100 | —  | —  | —  | —  | —  | —  | —  | —  | —  | —  | —  | Kissing to Be Clever             |
| 1982                                 | "Mystery Boy"                   | —   | —  | —  | —  | —  | —  | —  | —  | —  | —  | —  | —  | Kissing to Be Clever             |
| 1982                                 | "Do You Really Want to Hurt Me" | 1   | 2  | 8  | —  | 23 | 1  | 1  | 2  | 1  | 1  | 1  | 2  | Kissing to Be Clever             |
| 1982                                 | "Time (Clock of the Heart)"     | 3   | 2  | 6  | 46 | —  | 4  | 16 | —  | 11 | 9  | 8  | —  | Kissing to Be Clever             |
| 1983                                 | "I'll Tumble 4 Ya"              | —   | 9  | 33 | 14 | —  | 9  | —  | —  | —  | —  | —  | —  | Kissing to Be Clever             |
| 1983                                 | "Church of the Poison Mind"     | 2   | 10 | —  | —  | 23 | 7  | 23 | 11 | 13 | —  | 4  | 12 | Colour by Numbers                |
| 1983                                 | "Karma Chameleon"               | 1   | 1  | 3  | —  | 26 | 1  | 2  | 1  | 1  | 1  | 1  | 4  | Colour by Numbers                |
| 1983                                 | "Victims"                       | 3   | —  | —  | —  | —  | —  | 39 | —  | —  | 18 | 4  | 2  | Colour by Numbers                |
| 1984                                 | "Miss Me Blind"                 | —   | 5  | 12 | —  | 61 | 5  | —  | —  | —  | —  | 17 | 32 | Colour by Numbers                |
| 1984                                 | "It's a Miracle"                | 4   | 13 | 8  | —  | 17 | 5  | 41 | —  | —  | —  | 14 | —  | Colour by Numbers                |
| 1984                                 | "The War Song"                  | 2   | 17 | —  | 7  | 52 | 3  | 12 | 5  | 6  | 10 | 2  | 3  | Waking Up with the House on Fire |
| 1984                                 | "The Medal Song"                | 32  | —  | —  | —  | 68 | —  | —  | —  | —  | —  | —  | —  | Waking Up with the House on Fire |
| 1984                                 | "Mistake No. 3"                 | —   | 33 | 18 | —  | —  | 10 | —  | —  | —  | —  | 61 | 28 | Waking Up with the House on Fire |
| 1984                                 | "Don't Go Down That Street"     | —   | —  | —  | —  | 69 | —  | —  | —  | —  | —  | —  | —  | Love Is Love                     |
| 1985                                 | "Love Is Love"                  | —   | —  | —  | —  | 9  | 3  | —  | —  | —  | —  | —  | 28 | Love Is Love                     |
| 1986                                 | "Move Away"                     | 7   | 12 | 11 | 8  | —  | 4  | 21 | 8  | 7  | 18 | 10 | 10 | From Luxury to Heartache         |
| 1986                                 | "God Thank You Woman"           | 31  | —  | —  | —  | —  | —  | —  | —  | —  | —  | 48 | —  | From Luxury to Heartache         |
| 1986                                 | "Gusto Blusto"                  | —   | —  | —  | —  | —  | 24 | —  | —  | —  | —  | —  | —  | From Luxury to Heartache         |
| 1998                                 | "I Just Wanna Be Loved"         | 4   | —  | —  | —  | —  | 18 | 80 | —  | —  | —  | 43 | —  | Greatest Moments                 |
| 1999                                 | "Your Kisses Are Charity"       | 25  | —  | —  | —  | —  | —  | 88 | —  | —  | —  | 51 | —  | Don't Mind If I Do               |
| 1999                                 | "Cold Shoulder"                 | 43  | —  | —  | —  | —  | —  | —  | —  | —  | —  | 88 | —  | Don't Mind If I Do               |
| "—" indica que no ingresó en listas. |                                 |     |    |    |    |    |    |    |    |    |    |    |    |                                  |

## Premios y nominaciones
| Predecesor: «Men at Work» | Premio Grammy por mejor artista nuevo 1984 | Sucesora: «Cyndi Lauper» |